# Chimkinský les

Mapa Chimkiského lesa u Moskvy na základě data projektu OpenStreetMap.

Chimkiský les (rusky Химкинский лес) je chráněný smíšený les v Moskevské oblasti v Ruské federaci o rozloze zhruba 1000 hektarů. Sousedí s Moskvou a s městem Chimki, po kterém je pojmenován.

## Plánovaná těžba
Skrz les má vést dálnice Moskva-Petrohrad a v červenci 2010 již bylo započato s těžbou, proti které protestovaly tisíce aktivistů. Někteří z aktivistů dokonce zaútočili v Chimkách na radnici. Mezi její kritiky patřil také aktivista a později zmrzačený ruský novinář Michail Beketov. Z příkazu prezidenta Dmitrije Medveděva byla stavba 26. srpna 2010 zastavena, údajně dokud neskončí další diskuse.